# Марсел Шмелцер
Марсел Шмелцер (енгл. Marcel Schmelzer; 22. јануар 1988) бивши је немачки фудбалер који је играо на позицији левог бека.
Своју читаву професионалну каријеру провео је у Борусији. За репрезентацију Немачке одиграо је 16 утакмица.

## Статистика каријере

### Репрезентативна
| Немачка | Немачка  | Немачка |
| Година  | Утакмице | Голови  |
| ------- | -------- | ------- |
| 2010    | 1        | 0       |
| 2011    | 4        | 0       |
| 2012    | 4        | 0       |
| 2013    | 6        | 0       |
| 2014    | 1        | 0       |
| Укупно  | 16       | 0       |

## Успеси
Борусија Дортмунд
- Бундеслига: 2010/11, 2011/12.
- Куп Немачке: 2011/12, 2016/17.
- Суперкуп Немачке: 2013, 2014, 2019.
- УЕФА Лига шампиона: финале 2012/13.

Немачка до 21
- Европско првенство до 21. године: 2009.